# Noël Valois
Pour les articles homonymes, voir Valois.
Noël Valois (Paris, 1855-Paris, 1915) est un archiviste et historien français.

## Biographie
Fils de Natalie Guéneau de Mussy et de Paul Valois, et petit-fils du sculpteur Achille Valois, il naît le 4 mai 1855 à Paris. Élève du lycée Louis-le-Grand, il entre ensuite, en 1875, à l'École des chartes où il soutient une thèse consacrée à Guillaume d'Auvergne en 1879. Il est nommé aux Archives nationales en 1881. Ses travaux sur le Conseil d'État sous Henri IV lui valent le Prix Gobert qui lui est décerné en 1889 par l'Académie des inscriptions et belles-lettres.
Il démissionne de son poste aux Archives nationales le 28 octobre 1893, pour se consacrer à ses recherches.
Se spécialisant ensuite dans l'étude du Grand Schisme d'Occident, il démontre que cette période de la papauté au XIVe siècle ne peut s’étudier qu’en confrontant les archives avignonnaises à celles du Vatican.
Il est élu à l'Académie des inscriptions et belles-lettres le 23 mai 1902 au fauteuil de Jules Girard. Il préside l'Académie et l'Institut en 1913. Il meurt à Paris le 11 novembre 1915.

## Charges et fonctions
- Membre de l'Académie des inscriptions et belles-lettres
- Président de la Société de l'École des chartes
- Secrétaire de la Société de l'histoire de France
- Président de la Société de l'histoire de Paris et de l'Île-de-France
- Membre résidant de la Société nationale des antiquaires de France
- Président de la Société de l'histoire ecclésiastique de France
- Membre de la Société bibliographique
- Membre correspondant des académies de Bologne et de Munich

## Œuvres
- Guillaume d'Auvergne, évêque de Paris, 1228-1249 : sa vie et ses ouvrages, 1880.
- Étude sur le rythme des bulles pontificales, 1881.
- Cartulaires de l'abbaye de Notre-Dame-des-Prés de Douai, 1881.
- « La revanche des frères Braque : notes sur la révolution parisienne de 1356-58 », in Mémoires de la Société de l'histoire de Paris et de l'Île-de-France, 1883.
- Inventaire des arrêts du Conseil d'État (règne de Henri IV), 1886-1893.
- Le gouvernement représentatif en France au XIVe siècle, 1885.
- Étude sur le Conseil du Roi pendant la captivité de Jean le Bon, 1885.
- Le Conseil de raison de 1597, 1885.
- Étude historique sur le Conseil du Roi, 1886.
- Le Privilège de Chalo-Saint-Mars, 1887, en ligne
- Le rôle de Charles V au début du Grand Schisme (1378), Paris, 1887.
- Le Conseil du roi aux XIVe, XVe et XVIe siècles, Paris, 1888.
- "Raymond de Turenne et les papes d’Avignon (1386–1408)", Annales du Bulletin de la Société d’Histoire de France, 1889.
- L'élection d'Urbain VI et les origines du Grand Schisme d'Occident, 1890.
- Louis Ier, duc d'Anjou et le Grand Schisme d'Occident (1378-1380), 1892.
- Une ambassade allemande à Paris en 1381, 1892.
- "Le projet de mariage entre Louis de France et Catherine de Hongrie et le voyage de l’empereur Charles IV à Paris", Bulletin de la Société d’Histoire de France, 1893.
- La situation de l’Église au mois d’octobre 1378, Mélanges Julien Havet, 1895.
- Un poème de circonstance composé par un clerc de l'Université de Paris (1381), 1895.
- La France et le Grand Schisme d’Occident, T. I et II, Paris, 1896-1901.
- La prolongation du Grand Schisme d'Occident au XVe siècle dans le midi de la France, p. 163-175, 1899.
- Jeanne d’Arc et la prophétie de Marie Robine, Mélanges offerts à P. Fabre, 1902.
- Histoire de la pragmatique sanction de Bourges sous Charles VII, 1906.
- « Jean de Jandun et Marsile de Padoue auteurs du « Defensor pacis » », dans L'Histoire littéraire, t. XXXIII, Paris, Imprimerie nationale, 1906, p. 528-623..
- Un nouveau témoignage sur Jeanne d'Arc, Bulletin de la Société de l'Histoire de France, 1907.
- La Crise religieuse du XVe siècle : Le pape et le concile (1418-1450), 1909.
- Encyclopædia Britannica (XIe édition), 1911. “Basel, Confession of,” “Benedict XIII. (anti-pope),” etc.
- « Le procès de Gilles de Rais », in Annuaire-bulletin de la Société de l'histoire de France, tome LIX, Paris, Librairie Renouard, 1912, [lire en ligne], p. 193-239.
- Vassy, 1914.